# Пам'ятник Гедиміну
Пам'ятник великому князю Гедиміну (лит. Paminklas didžiajam kunigaikščiui Gediminui) — одна з визначних пам'яток Старого міста столиці Литви Вільнюса, монумент його засновнику великому князю Гедиміну.
Пам'ятник відлитий у сусідній Білорусії і встановлено у 1996 на Кафедральній площі, поряд з місцем, де пізніше було відтворено Палац великих князів литовських. Автор - американський скульптор литовського походження Вітаутас Кашуба. Граніт для виготовлення п'єдесталу подаровав Президент України Леонід Кучма.
Монумент має кілька незвичайних особливостей:
- Гедимін тримає оголений меч у руці, але не в правій за рукоятку, а в лівій за лезо.
- Пам'ятник можна назвати кінним, але князь не сидить верхи, а стоїть поруч із конем.
- Хоча в легенді вовк залізний, його постать біля основи постаменту створена з каменю.